# Gerald Ciolek

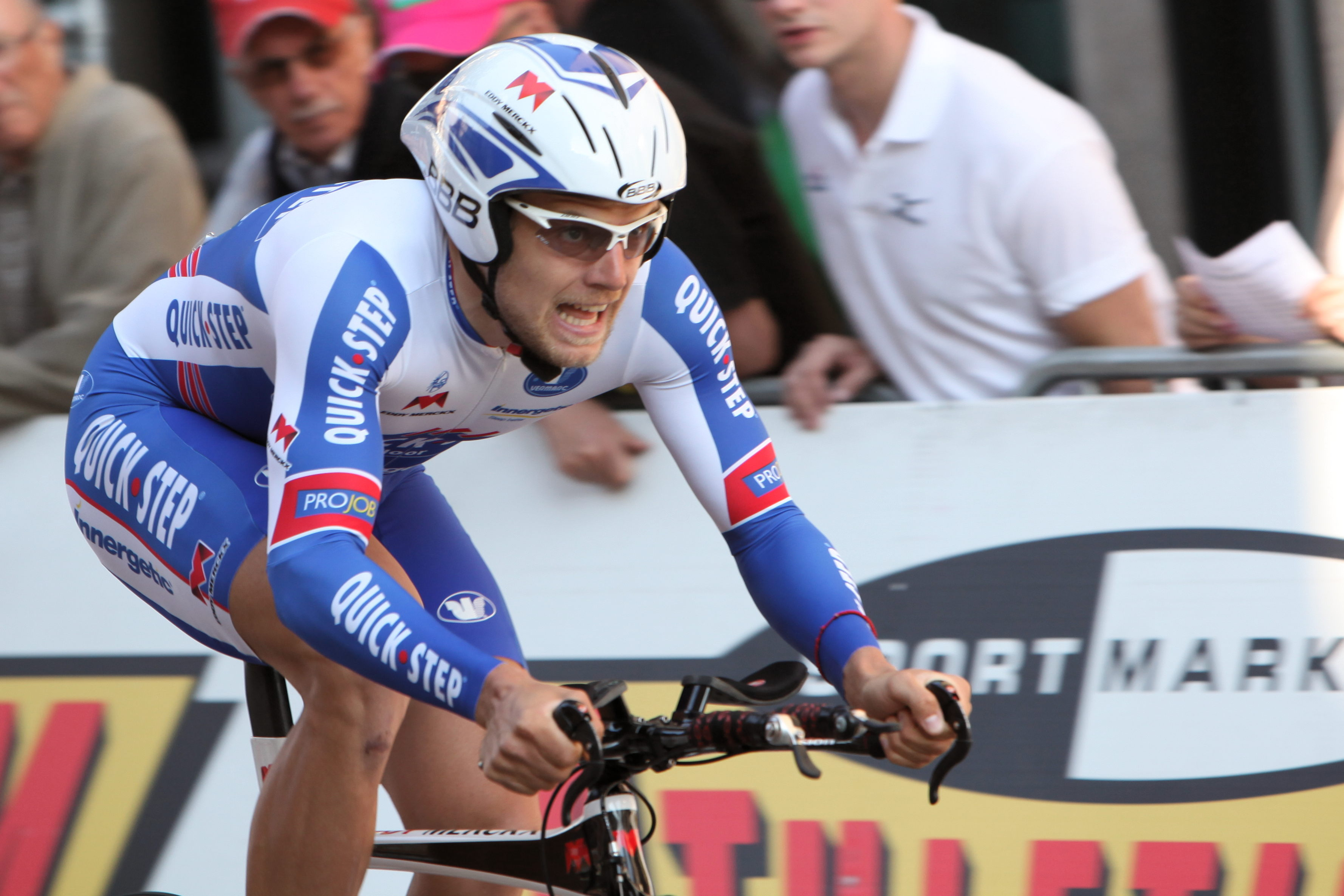
Gerald Ciolek, Romandiet runt 2011.

Gerald Michael Ciolek, född 19 september 1986 i Köln, är en tysk professionell tävlingscyklist. Han tävlar för UCI ProTour-stallet MTN Qhubeka sedan säsongen 2013. Under 2012 och 2013 tävlade han för QuickStep.

## Karriär
Gerald Ciolek har tidigare cyklat i det tyska stallet Akud-Arnolds, för vilka han började cykla i maj 2005. Ett år senare blev han kontrakterad av Wiesenhof, som hade gått ihop med Akud-Arnolds, när han hade avslutat sina studier. I det nya stallet slutade han bland annat tvåa i Rund um den Henninger Turm efter Stefano Garzelli. Ciolek slutade femma i Vattenfall Cyclassics och vann en etapp på UCI ProTour-tävlingen Tyskland runt det året. 
Den 23 september 2006 blev Ciolek världsmästare på landsväg i U23-klassen, tävlingen hölls i Salzburg, före bland annat fransmannen Romain Feillu och ryssen Aleksandr Chatuntsev. 
Han vann de tyska mästerskapen år 2005, och blev därmed den yngste cyklisten att vinna mästerskapen. Han var då bara 18 år.
Inför säsongen 2007 blev Ciolek kontrakterad av T-Mobile Team. Ciolek vann den sjätte, sjunde och nionde etappen på Tyskland runt det året. Samma år vann han sprinttävlingen, ungdomstävlingen och totalledning på Rheinland-Pfalz Rundfahrt. Han vann också två etapper på Österrike runt och en etapp på 3 Länder Tour. 
Under säsongen 2008 vann Ciolek två etapper under International Bayern Rundfahrt. I juni vann han Sparkassen Cup-Schwenningen framför landsmannen Jens Voigt.
Ciolek vann etapp 5 av Tyskland runt i början av september 2008 framför Rubens Bertogliati och Leonardo Bertagnolli. Tidigare på tävlingen slutade Ciolek trea på prologen efter Brett Lancaster och Gustav Larsson. Efter säsongen 2008 blev Ciolek kontrakterad av Team Milram.
I februari 2009 vann Ciolek etapp 5 av Challenge Volta a Mallorca framför Columbia-Highroad-cyklisterna Maxime Monfort och Marcel Sieberg. Han slutade trea på etapp 2 av Volta ao Algarve bakom Koldo Fernandez och Manuel Cardoso. I juni slutade han tvåa på etapp 2 av Schweiz runt genom en tät klungspurt bakom Bernhard Eisel. Gerald Ciolek slutade trea på etapp 19 av Tour de France 2009 bakom Mark Cavendish och Thor Hushovd. Cavendish vann Sparkassen Giro i augusti framför Ciolek. Han slutade trea på Cyclassic Hamburg bakom Tyler Farrar och Matti Breschel. I slutet av augusti vann Gerald Ciolek etapp 1 av Vuelta a España 2009. PÅ etapp 16 av loppet slutade Ciolek på fjärde plats bakom André Greipel, William Bonnet och Daniele Bennati.

## Meriter
2005
1:a,  Nationsmästerskapens linjelopp
1:a, Poängtävlingen och 3 etapper, Ungern runt
1:a, 1 etapp, Mainfranken Tour
2006
1:a,  U23-Världsmästerskapens linjelopp
1:a, 1 etapp, Tyskland runt
1:a, 1 etapp, Istrian Spring Trophy
1:a, Rund um den Nürnberger Altstadt
1:a, Ungdomstävlingen, Niedersachsen-Rundfahrt
2:a, Rund um den Henninger Turm
5:a, Vattenfall Cyclassics
2007
1:a, sammanställningen, Rheinland-Pfalz Rundfahrt
1:a, Sprinttävlingen
1:a, Ungdomstävlingen
1:a, 3 etapper, Tyskland runt
1:a, 2 etapper, Internationale Österreich-Rundfahrt
1:a, 1 etapp, 3 Länder Tour
3:a, Vattenfall Cyclassics
2008
1:a, 2 etapper, International Bayern Rundfahrt
1:a, Sparkassen Cup-Schwenningen
1:a, 1 etapp, Tyskland runt
2:a, 1 etapp, International Bayern Rundfahrt
2:a, 1 etapp, Tour of California
2:a, 1 etapp, Dunkirks fyradagars
3:a, prolog, Tyskland runt
3:a, 1 etapp, Dunkirks fyradagars
2009
1:a, 1 etapp, Challenge Volta a Mallorca
1:a, 1 etapp, Vuelta a España
2:a, etapp 2, Schweiz runt
2:a, Sparkassen Giro
3:a, 1 etapp, Volta ao Algarve
3:a, 1 etapp, Tour de France 2009
3:a, Cyclassic Hamburg
2010
1:a, 1 etapp, International Bayern Rundfahrt
2:a, 1 etapp, Tour de France 2010
2013
1:a, Milano-Sanremo 2013

## Stall
- AKUD-Arnolds Sicherheit 2005
- Team Wiesenhof-Akud 2006
- T-Mobile Team 2007
- Team Columbia 2008
- Team Milram 2009–2010
- Quickstep 2011–2012
- MTN Qhubeka 2013–